# Mate Pavić
Mate Pavić (Spalato, 4 luglio 1993) è un tennista croato.
Ha raggiunto il primo posto del ranking ATP in doppio il 21 maggio 2018, primo croato in assoluto a riuscire nell'impresa. È tornato a occupare la prima posizione del ranking dal 5 aprile 2021 al 3 aprile 2022 e nuovamente nel novembre 2024. Nel 2013 ha esordito nella squadra croata di Coppa Davis, con cui ha vinto l'edizione 2018. Dal 2017 gioca esclusivamente in doppio.
Nel circuito maggiore ha vinto 42 titoli e con la vittoria del Roland Garros 2024, in coppia con Marcelo Arévalo, ha conquistato sia il Grande Slam in carriera sia il Grande Slam d'oro, rispettivamente venticinquesimo e sesto uomo nella storia a raggiungere questi due traguardi. Ha vinto anche gli Australian Open 2018 con Oliver Marach, gli US Open 2020 con Bruno Soares e Wimbledon 2021 con Nikola Mektić, con cui ha trionfato anche alle Olimpiadi di Tokyo 2020
Nel doppio misto ha conquistato gli US Open 2016 con Laura Siegemund, gli Australian Open 2018 con Gabriela Dabrowski e Wimbledon 2023 con Ljudmyla Kičenok.
Tra gli juniores ha vinto il torneo di doppio a Wimbledon 2011 assieme al britannico George Morgan e quello stesso anno ha raggiunto il 5º posto nel ranking di categoria.

## Statistiche

### Doppio

#### Vittorie (42)
| Legenda doppio       |
| Grande Slam (4)      |
| ATP Finals (0)       |
| Giochi Olimpici (1)  |
| ATP Masters 1000 (9) |
| ATP Tour 500 (4)     |
| ATP Tour 250 (24)    |

| N.  | Data              | Torneo                                               | Superficie  | Compagno        | Avversari in finale                    | Punteggio             |
| 1.  | 23 maggio 2015    | Open de Nice Côte d'Azur, Nizza                      | Terra rossa | Michael Venus   | Jean-Julien Rojer Horia Tecău          | 7–6(4), 2–6, [10–8]   |
| 2.  | 16 gennaio 2016   | Auckland Open, Auckland                              | Cemento     | Michael Venus   | Eric Butorac Scott Lipsky              | 7–5, 6–4              |
| 3.  | 7 febbraio 2016   | Open Sud de France, Montpellier                      | Cemento (i) | Michael Venus   | Alexander Zverev Miša Zverev           | 7–5, 7–6(4)           |
| 4.  | 21 febbraio 2016  | Open 13, Marsiglia                                   | Cemento (i) | Michael Venus   | Jonathan Erlich Colin Fleming          | 6–2, 6–3              |
| 5.  | 11 giugno 2016    | Rosmalen Grass Court Championships, 's-Hertogenbosch | Erba        | Michael Venus   | Dominic Inglot Raven Klaasen           | 3–6, 6–3, [11–9]      |
| 6.  | 15 aprile 2017    | Grand Prix Hassan II, Marrakech                      | Terra rossa | Dominic Inglot  | Marcel Granollers Marc López           | 6–4, 2–6, [11–9]      |
| 7.  | 30 luglio 2017    | German Open Hamburg, Amburgo                         | Terra rossa | Ivan Dodig      | Pablo Cuevas Marc López                | 6–3, 6–4              |
| 8.  | 22 ottobre 2017   | Stockholm Open, Stoccolma                            | Cemento (i) | Oliver Marach   | Aisam-ul-Haq Qureshi Jean-Julien Rojer | 3–6, 7–6(6), [10–4]   |
| 9.  | 5 gennaio 2018    | Qatar Open, Doha                                     | Cemento     | Oliver Marach   | Jamie Murray Bruno Soares              | 6–2, 7–6(6)           |
| 10. | 12 gennaio 2018   | Auckland Open, Auckland (2)                          | Cemento     | Oliver Marach   | Maks Mirny Philipp Oswald              | 6–4, 5–7, [10–7]      |
| 11. | 27 gennaio 2018   | Australian Open, Melbourne                           | Cemento     | Oliver Marach   | Juan Sebastián Cabal Robert Farah      | 6–4, 6–4              |
| 12. | 26 maggio 2018    | Geneva Open, Ginevra                                 | Terra rossa | Oliver Marach   | Ivan Dodig Rajeev Ram                  | 3–6, 7–6(3), [11–9]   |
| 13. | 30 settembre 2018 | Chengdu Open, Chengdu                                | Cemento     | Ivan Dodig      | Austin Krajicek Jeevan Nedunchezhiyan  | 6–2, 6–4              |
| 14. | 25 maggio 2019    | Geneva Open, Ginevra (2)                             | Terra rossa | Oliver Marach   | Matthew Ebden Robert Lindstedt         | 6–4, 6–4              |
| 15. | 13 ottobre 2019   | Shanghai Masters, Shanghai                           | Cemento     | Bruno Soares    | Łukasz Kubot Marcelo Melo              | 6–4, 6–2              |
| 16. | 9 febbraio 2020   | Open Sud de France, Montpellier (2)                  | Cemento     | Nikola Ćaćić    | Dominic Inglot Aisam-ul-Haq Qureshi    | 6–4, 6(4)–7, [10–4]   |
| 17. | 10 settembre 2020 | US Open, New York                                    | Cemento     | Bruno Soares    | Wesley Koolhof Nikola Mektić           | 7–5, 6–3              |
| 18. | 12 gennaio 2021   | Antalya Open, Adalia                                 | Cemento     | Nikola Mektić   | Ivan Dodig Filip Polášek               | 6–2, 6–4              |
| 19. | 7 febbraio 2021   | Murray River Open, Melbourne                         | Cemento     | Nikola Mektić   | Jérémy Chardy Fabrice Martin           | 7–6(2), 6–3           |
| 20. | 7 marzo 2021      | Rotterdam Open, Rotterdam                            | Cemento (i) | Nikola Mektić   | Kevin Krawietz Horia Tecău             | 7–6(7), 6–2           |
| 21. | 3 aprile 2021     | Miami Open, Miami                                    | Cemento     | Nikola Mektić   | Daniel Evans Neal Skupski              | 6–4, 6–4              |
| 22. | 18 aprile 2021    | Monte Carlo Masters, Monte Carlo                     | Terra rossa | Nikola Mektić   | Daniel Evans Neal Skupski              | 6–3, 4–6, [10–7]      |
| 23. | 16 maggio 2021    | Internazionali d'Italia, Roma                        | Terra rossa | Nikola Mektić   | Rajeev Ram Joe Salisbury               | 6–4, 7–6(4)           |
| 24. | 25 giugno 2021    | Eastbourne International, Eastbourne                 | Erba        | Nikola Mektić   | Rajeev Ram Joe Salisbury               | 6–4, 6–3              |
| 25. | 10 luglio 2021    | Torneo di Wimbledon, Londra                          | Erba        | Nikola Mektić   | Marcel Granollers Horacio Zeballos     | 6–4, 7–6(5), 2–6, 7–5 |
| 26. | 31 luglio 2021    | Giochi Olimpici, Tokyo                               | Cemento     | Nikola Mektić   | Marin Čilić Ivan Dodig                 | 6–4, 3–6, [10-6]      |
| 27. | 15 maggio 2022    | Internazionali d'Italia, Roma (2)                    | Terra rossa | Nikola Mektić   | John Isner Diego Schwartzman           | 6–2, 6(6)–7, [12-10]  |
| 28. | 22 maggio 2022    | Geneva Open, Ginevra (3)                             | Terra rossa | Nikola Mektić   | Pablo Andújar Matwé Middelkoop         | 2–6, 6–2, [10–3]      |
| 29. | 12 giugno 2022    | Stuttgart Open, Stoccarda                            | Erba        | Hubert Hurkacz  | Tim Pütz Michael Venus                 | 7–6(3), 7–6(5)        |
| 30. | 19 giugno 2022    | Queen's Club Championships, Londra                   | Erba        | Nikola Mektić   | Lloyd Glasspool Harri Heliövaara       | 6–3, 6(3)–7, [10–6]   |
| 31. | 25 giugno 2022    | Eastbourne International, Eastbourne (2)             | Erba        | Nikola Mektić   | Luke Saville Matwé Middelkoop          | 6–4, 6–2              |
| 32. | 9 ottobre 2022    | Astana Open, Nur-Sultan                              | Cemento (i) | Nikola Mektić   | Adrian Mannarino Fabrice Martin        | 6–4, 6–2              |
| 33. | 14 gennaio 2023   | Auckland Open, Auckland (3)                          | Cemento     | Nikola Mektić   | Nathaniel Lammons Jackson Withrow      | 6–4, 6(5)–7, [10–6]   |
| 34. | 18 giugno 2023    | Stuttgart Open, Stoccarda (2)                        | Erba        | Nikola Mektić   | Kevin Krawietz Tim Pütz                | 7–6(2), 6–3           |
| 35. | 30 giugno 2023    | Eastbourne International, Eastbourne (3)             | Erba        | Nikola Mektić   | Ivan Dodig Austin Krajicek             | 6–4, 6–2              |
| 36. | 6 gennaio 2024    | Hong Kong Open, Hong Kong                            | Cemento     | Marcelo Arévalo | Sander Gillé Joran Vliegen             | 7–6(3), 6–4           |
| 37. | 25 maggio 2024    | Geneva Open, Ginevra (4)                             | Terra rossa | Marcelo Arévalo | Lloyd Glasspool Jean-Julien Rojer      | 7–6(2), 7–5           |
| 38. | 8 giugno 2024     | Roland Garros, Parigi                                | Terra rossa | Marcelo Arévalo | Simone Bolelli Andrea Vavassori        | 7–5, 6–3              |
| 39. | 19 agosto 2024    | Cincinnati Open, Cincinnati                          | Cemento     | Marcelo Arévalo | Mackenzie McDonald Alex Michelsen      | 6–2, 6–4              |
| 40. | 15 marzo 2025     | Indian Wells Open, Indian Wells                      | Cemento     | Marcelo Arévalo | Sebastian Korda Jordan Thompson        | 6–3, 6–4              |
| 41. | 29 marzo 2025     | Miami Open, Miami (2)                                | Cemento     | Marcelo Arévalo | Julian Cash Lloyd Glasspool            | 7–6(3), 6–3           |
| 42. | 18 maggio 2025    | Internazionali d'Italia, Roma (3)                    | Terra rossa | Marcelo Arévalo | Sadio Doumbia Fabien Reboul            | 6–4, 6(8)–7, [13–11]  |

#### Finali perse (33)
| Legenda doppio       |
| Grande Slam (4)      |
| ATP Finals (2)       |
| ATP Masters 1000 (6) |
| ATP Tour 500 (6)     |
| ATP Tour 250 (15)    |

| N.  | Data              | Torneo                                     | Superficie     | Compagno        | Avversari in finale                   | Punteggio                        |
| 1.  | 5 febbraio 2012   | Zagreb Indoors, Zagabria                   | Cemento (i)    | Ivan Dodig      | Marcos Baghdatis Michail Južnyj       | 2–6, 2–6                         |
| 2.  | 10 febbraio 2013  | Zagreb Indoors, Zagabria (2)               | Cemento (i)    | Ivan Dodig      | Julian Knowle Filip Polášek           | 3–6, 3–6                         |
| 3.  | 5 gennaio 2014    | Chennai Open, Chennai                      | Cemento        | Marin Draganja  | Johan Brunström Frederik Nielsen      | 2–6, 6–4, [7–10]                 |
| 4.  | 20 luglio 2015    | Hall of Fame Tennis Championships, Newport | Erba           | Nicholas Monroe | Jonathan Marray Aisam-ul-Haq Qureshi  | 6–4, 3–6, [8–10]                 |
| 5.  | 26 luglio 2015    | Colombia Open, Bogotà                      | Cemento        | Michael Venus   | Édouard Roger-Vasselin Radek Štěpánek | 5–7, 3–6                         |
| 6.  | 25 ottobre 2015   | Stockholm Open, Stoccolma                  | Cemento (i)    | Michael Venus   | Nicholas Monroe Jack Sock             | 5–7, 2–6                         |
| 7.  | 21 maggio 2016    | Open de Nice Côte d'Azur, Nizza            | Terra rossa    | Michael Venus   | Juan Sebastián Cabal Robert Farah     | 6–4, 4–6, [8–10]                 |
| 8.  | 24 luglio 2016    | Swiss Open, Gstaad                         | Terra rossa    | Michael Venus   | Julio Peralta Horacio Zeballos        | 6(2)–7, 2–6                      |
| 9.  | 25 settembre 2016 | Open de Moselle, Metz                      | Cemento (i)    | Michael Venus   | Julio Peralta Horacio Zeballos        | 3–6, 6(4)–7                      |
| 10. | 23 ottobre 2016   | Stockholm Open, Stoccolma (2)              | Cemento (i)    | Michael Venus   | Elias Ymer Mikael Ymer                | 1–6, 1–6                         |
| 11. | 18 giugno 2017    | Stuttgart Open, Stoccarda                  | Erba           | Oliver Marach   | Jamie Murray Bruno Soares             | 7–6(4), 5–7, [5–10]              |
| 12. | 30 giugno 2017    | Antalya Open, Adalia                       | Erba           | Oliver Marach   | Robert Lindstedt Aisam-ul-Haq Qureshi | 5–7, 1–4, rit.                   |
| 13. | 15 luglio 2017    | Torneo di Wimbledon, Londra                | Erba           | Oliver Marach   | Łukasz Kubot Marcelo Melo             | 7–5, 5–7, 6(2)–7, 6–3, 11–13     |
| 14. | 18 febbraio 2018  | Rotterdam Open, Rotterdam                  | Cemento indoor | Oliver Marach   | Pierre-Hugues Herbert Nicolas Mahut   | 6–2, 2–6, [7–10]                 |
| 15. | 22 aprile 2018    | Monte Carlo Masters, Monte Carlo           | Terra rossa    | Oliver Marach   | Bob Bryan Mike Bryan                  | 6(5)–7, 3–6                      |
| 16. | 9 giugno 2018     | Open di Francia, Parigi                    | Terra rossa    | Oliver Marach   | Pierre-Hugues Herbert Nicolas Mahut   | 2–6, 6(4)–7                      |
| 17. | 29 luglio 2018    | German Open, Amburgo                       | Terra rossa    | Oliver Marach   | Julio Peralta Horacio Zeballos        | 1–6, 6–4, [6–10]                 |
| 18. | 7 ottobre 2018    | China Open, Pechino                        | Cemento        | Oliver Marach   | Łukasz Kubot Marcelo Melo             | 1–6, 4–6                         |
| 19. | 20 ottobre 2019   | Stockholm Open, Stoccolma (3)              | Cemento (i)    | Bruno Soares    | Henri Kontinen Édouard Roger-Vasselin | 4–6, 2–6                         |
| 20. | 27 settembre 2020 | Hamburg European Open, Amburgo (2)         | Terra rossa    | Ivan Dodig      | John Peers Michael Venus              | 3–6, 4–6                         |
| 21. | 10 ottobre 2020   | Open di Francia, Parigi (2)                | Terra rossa    | Bruno Soares    | Kevin Krawietz Andreas Mies           | 3–6, 5–7                         |
| 22. | 8 novembre 2020   | Paris Masters, Parigi                      | Cemento (i)    | Bruno Soares    | Félix Auger-Aliassime Hubert Hurkacz  | 7–6(3), 6(7)–7, [2–10]           |
| 23. | 20 marzo 2021     | Dubai Tennis Championships, Dubai          | Cemento        | Nikola Mektić   | Robert Farah Juan Sebastián Cabal     | 6(0)–7, 6(4)–7                   |
| 24. | 9 maggio 2021     | Madrid Open, Madrid                        | Terra rossa    | Nikola Mektić   | Marcel Granollers Horacio Zeballos    | 6–1, 3–6, [8–10]                 |
| 25. | 15 agosto 2021    | Canadian Open, Toronto                     | Cemento        | Nikola Mektić   | Joe Salisbury Rajeev Ram              | 3–6, 6–4, [3–10]                 |
| 26. | 26 febbraio 2022  | Dubai Tennis Championships, Dubai (2)      | Cemento        | Nikola Mektić   | Tim Pütz Michael Venus                | 3–6, 7–6(5), [14–16]             |
| 27. | 24 aprile 2022    | Serbia Open, Belgrado                      | Terra rossa    | Nikola Mektić   | Ariel Behar Gonzalo Escobar           | 6–2, 3–6, [7–10]                 |
| 28. | 9 luglio 2022     | Torneo di Wimbledon, Londra (2)            | Erba           | Nikola Mektić   | Matthew Ebden Max Purcell             | 6(5)–7, 7–6(3), 6–4, 4–6, 6(2)–7 |
| 29. | 20 novembre 2022  | ATP Finals, Torino                         | Cemento (i)    | Nikola Mektić   | Rajeev Ram Joe Salisbury              | 6(4)–7, 4–6                      |
| 30. | 3 ottobre 2023    | Astana Open, Astana                        | Cemento        | John Peers      | Nathaniel Lammons Jackson Withrow     | 6(4)–7, 6(7)–7                   |
| 31. | 19 maggio 2024    | Internazionali d'Italia, Roma              | Terra rossa    | Marcelo Arévalo | Marcel Granollers Horacio Zeballos    | 2–6, 2–6                         |
| 32. | 17 novembre 2024  | ATP Finals, Torino (2)                     | Cemento (i)    | Marcelo Arévalo | Kevin Krawietz Tim Pütz               | 6(5)–7, 6(6)–7                   |
| 33. | 19 maggio 2024    | Madrid Open, Madrid (2)                    | Terra rossa    | Marcelo Arévalo | Marcel Granollers Horacio Zeballos    | 4–6, 4–6                         |

### Doppio Misto

#### Vittorie (3)
| Tornei del Grande Slam  |
| ----------------------- |
| Australian Open (1)     |
| Open di Francia (0)     |
| Torneo di Wimbledon (1) |
| US Open (1)             |

| N. | Data             | Torneo                     | Superficie | Compagna           | Avversari in finale        | Punteggio        |
| 1. | 9 settembre 2016 | US Open, New York          | Cemento    | Laura Siegemund    | Coco Vandeweghe Rajeev Ram | 6–4, 6–4         |
| 2. | 28 gennaio 2018  | Australian Open, Melbourne | Cemento    | Gabriela Dabrowski | Tímea Babos Rohan Bopanna  | 2–6, 6–4, [11–9] |
| 3. | 13 luglio 2023   | Wimbledon, Londra          | Erba       | Ljudmyla Kičenok   | Joran Vliegen Xu Yifan     | 6-3, 6(9)-7, 6-4 |

#### Finali perse (2)
| Tornei del Grande Slam  |
| ----------------------- |
| Australian Open (0)     |
| Open di Francia (2)     |
| Torneo di Wimbledon (0) |
| US Open (0)             |

| N. | Data          | Torneo                      | Superficie  | Compagna           | Avversari in finale     | Punteggio           |
| 1. | 7 giugno 2018 | Open di Francia, Parigi     | Terra rossa | Gabriela Dabrowski | Latisha Chan Ivan Dodig | 1–6, 7–6(5), [8–10] |
| 2. | 7 giugno 2019 | Open di Francia, Parigi (2) | Terra rossa | Gabriela Dabrowski | Latisha Chan Ivan Dodig | 1–6, 6(5)–7         |

## Risultati in progressione
| Sigla | Risultato               |
| ----- | ----------------------- |
| V     | Vincitore               |
| F     | Finalista               |
| SF    | Semifinalista           |
| O     | Oro olimpico            |
| A     | Argento olimpico        |
| SF    | Bronzo olimpico         |
| QF    | Quarti di Finale        |
| 4T    | Quarto turno            |
| 3T    | Terzo turno             |
| 2T    | Secondo turno           |
| 1T    | Primo turno             |
| RR    | Round Robin             |
| LQ    | Turno di qualificazione |
| A     | Assente                 |
| ND    | Non disputato           |

| Legenda superfici    |
| -------------------- |
| Cemento              |
| Terra battuta        |
| Erba                 |
| Superficie variabile |

### Doppio
Aggiornati agli Australian Open 2024.
| Tornei Grande Slam         |                 |                 |                 |               |               |               |               |      |               |               |     |       |
| Australian Open, Melbourne | 2T              | 1T              | 1T              | 1T            | V             | 2T            | 3T            | SF   | 2T            | 2T            | 3T  | 13–8  |
| Roland Garros, Parigi      | 3T              | 1T              | 1T              | 2T            | F             | 3T            | F             | A    | 3T            | 1T            | V   | 17–9  |
| Wimbledon, Londra          | 3T              | 3T              | 3T              | F             | 1T            | 2T            | ND            | V    | F             | 3T            | F   | 19–8  |
| US Open, New York          | 2T              | 2T              | 2T              | 3T            | 1T            | 2T            | V             | 1T   | QF            | 2T            | F   | 14–8  |
| Vittorie–Sconfitte         | 6–4             | 3–4             | 3–4             | 8–4           | 11–3          | 5–4           | 12–2          | 10–2 | 10–4          | 4–4           | 2–1 | 74–36 |
| Torneo di Fine Anno        |                 |                 |                 |               |               |               |               |      |               |               |     |       |
| ATP Finals, Torino         | Non qualificato | Non qualificato | Non qualificato | RR            | RR            | NQ            | RR            | SF   | F             | NQ            |     | 10–6  |
| Vittorie–Sconfitte         | 0–0             | 0–0             | 0–0             | 1–0           | 1–2           | 0–0           | 2–1           | 2–2  | 4–1           | 0–0           | –   | 10–6  |
| Giochi Olimpici            |                 |                 |                 |               |               |               |               |      |               |               |     |       |
| Giochi Olimpici            | Non disputati   | Non disputati   | A               | Non disputati | Non disputati | Non disputati | Non disputati | V    | Non disputati | Non disputati |     | 5–0   |
| Vittorie–Sconfitte         | Non disputati   | Non disputati   | 0–0             | Non disputati | Non disputati | Non disputati | Non disputati | 5–0  | Non disputati | Non disputati | –   | 5–0   |

### Doppio misto
Aggiornato al Roland Garros 2024.
| Tornei Grande Slam         |               |               |     |               |               |               |               |     |               |               |     |       |
| Australian Open, Melbourne | A             | A             | A   | 1T            | V             | QF            | A             | QF  | 1T            | 2T            | 1T  | 10–7  |
| Roland Garros, Parigi      | A             | A             | 1T  | 1T            | F             | F             | ND            | A   | 1T            | 2T            | 2T  | 11–6  |
| Wimbledon, Londra          | 2T            | A             | 1T  | QF            | 3T            | 3T            | ND            | QF  | SF            | V             |     | 14–7  |
| US Open, New York          | A             | A             | V   | 1T            | 2T            | QF            | ND            | A   | SF            | SF            |     | 14–5  |
| Vittorie–Sconfitte         | 1–1           | 0–0           | 5–2 | 3–4           | 11–3          | 9–4           | 0–0           | 4–2 | 5–4           | 10–3          | 1–1 | 29–14 |
| Giochi Olimpici            |               |               |     |               |               |               |               |     |               |               |     |       |
| Giochi Olimpici            | Non disputati | Non disputati | A   | Non disputati | Non disputati | Non disputati | Non disputati | A   | Non disputati | Non disputati |     | 0–0   |
| Vittorie-Sconfitte         | Non disputati | Non disputati | 0–0 | Non disputati | Non disputati | Non disputati | Non disputati | 0–0 | Non disputati | Non disputati | –   | 0–0   |